# セブン (徳島県のスーパーマーケット)
株式会社セブン（英語: SEVEN）は、徳島県徳島市安宅に本社を置くスーパーマーケットを展開する小売業者である。

## 沿革
- 1977年（昭和52年）07月 - 創業[1]。
- 1986年（昭和61年）10月 - 設立[1]。

## 系列会社
- 有限会社ノデリカ - 小松島市